# Slaget ved Judith Gap
Slaget ved Judith Gap i det centrale Montana, USA, er river crowernes storstilede angreb på piegan blackfoot divisionens Small Robes gruppe i oktober 1845. (Small Robes gruppen ses også omtalt som ”Little Robes” gruppen).:163  Crowerne vandt en total sejr ved at slå til under gruppens skødesløse lejrflytning gennem et åbent prærieareal mellem to lave bjergområder, Big Snowy Mountains og Little Belt Range. Både kvinder og mænd mistede livet under kampen. Med over 100 af lejrens folk besejret påførte crowerne Small Robes gruppen dens værste nederlag nogensinde.:17  Ydermere drog de sejrende krigere tilbage til deres egne lejre længere sydpå med mindst 160 tilfangetagne kvinder og børn samt mange erobrede heste.
Ved forskellige pelsopkøberes mellemkomst frigav crowerne ca. 50 kvinder nogle måneder efter kampen.:19 

## Pieganerne og crowerne – gamle fjender
Pieganerne var blackfoot stammens sydlige division, og navnlig i 1840erne drog Small Robes gruppen med mellemrum så langt sydpå som til Musselshell River for at jagte bisioner.:16  Dermed bragte de sig tæt på river crowerne, der især holdt til langs Yellowstone River, men som også kendte til de gode jagtmarker ved Musselshell River lidt over 100 kilometer nordpå.:76 
I 1845 havde piegan - og andre blackfoot krigsgrupper gennem mindst tre årtier sneget sig ned og angrebet crowerne tæt ved disses lejre og vice versa.:30 

## Situationen i efteråret 1845
Small Robes lejren bestod af ca. 80 tipier i 1845. Omkring 120 af de knap 500 lejrmedlemmer var kampduelige mænd.:16  Efter at have mistet høvding Lone Walker og flere andre erfarne folk under en koppe-epidemi i 1837 fulgte gruppen nu Chetlesmalakax.:14 
Sidst i september slog lejren tipierne op ved handelsstationen Fort Lewis ved Missouri River for at handle og gøre sig klar til efterårets bisonjagt langs Musselshell River 180 km sydøstpå.:16  På ruten derned ville folkene krydse vandskellet mellem Judith Basin og prærien omkring Musselshell River, mens de vandrede gennem Judith Gap. Judith Gap skiller højderne i Little Belt Range fra Big Snowy Mountains på den modsatte side i en mere end fem kilometer bred åbning af lavereliggende og let fremkommelig prærie. Pieganerne kalder passet ”Bjerge på begge sider”.:17 
Small Robes lejren forlod Fort Lewis omkring den 27. september. Det var på en varm efterårsdag, måske den 9. oktober, at gruppen bevægede sig op ad den svage stigning mod højderyggen i Judith Gap i et roligt tempo.:17  En gruppe spejdere langt foran resten af lejren nåede højderyggen som de første og fortsatte ned på den anden side af bakketoppen. Familierne med børn, gamle folk samt heste med belæssede travoiser fulgte efter i hver deres adstadige tempo, og hovedgruppen blev trukket ud i en lang kolonne. Langt bag de sidste familier kom høvding Chetlesmalakax og flere andre fremtrædende mænd.:18 
Skjult i fyrreskovene på Little Belt Range iagttog omkring 200 beredne river crower kolonnen nærme sig nordfra. Der kan kun gisnes om, hvem der anførte den store krigsgruppe.:18  Crowerne lod de fremskudte og intetanende spejdere passere og angreb så den næsten ubeskyttede hovedgruppe.

## Slaget i Judith Gap
Crowerne galoperede ud fra deres skjul til højre for den vandrende kolonne og hen mod piegan familierne, lige før disse nåede det højeste punkt i Judith Gap. Small Robes lejrens spejdere helt i front var på vej ned ad den svage sydskråning, ude af syne og langt borte.:17  Høvding Chetlesmalakax og resten af bagtroppen var alt for langt tilbage til at kunne imødegå angrebet.:18 
Hovedgruppens få krigere samt visse selvopofrende kvinder bevæbnet med bl.a. kødhammere af sten forsvarede bedst muligt de flygtende familier. Crowerne gjorde det af med mange af forsvarerne og red næsten uhindret frem og tilbage mellem de paniske folk i det meste af den tre kilometer lange kolonne. Mænd og store drenge blev dræbt, mens angriberne prøvede at bortføre kvinder og børn.:18 
De fremskudte spejdere kom tilbage og red ind i kampen, og mændene med høvding Chetlesmalakax nåede også frem til slagmarken. Under et af sine modangreb faldt Chetlesmalakax. En hvid mand, canadieren Hugh Monroe, havde levet integreret i Small Robes lejren i årtier. Han fik en pil i venstre hofte, men det lykkedes ham at holde crowerne fra livet med sin riffel og den beskyttende magi i sin fjerprydelse.:19 
Kampen kostede Small Robes lejren 113 døde. Crowerne havde bortført mellem 160:19  og 200 kvinder og børn:19  og drevet flere hundrede heste ned mod deres egen lejr.:20 
Et gæt på crowernes tabstal er syv faldne.:19 

## Tiden efter slaget
Da crowerne havde forladt slagmarken, skyndte de overlevende Small Robes sig tilbage for at lede efter sårede, begrave de døde og redde de ejendele, der ikke var erobret af crowerne. Lejren opgav planen om at jagte bisoner ved Musselshell River og drog tilbage nordpå.:20 
Allersidst i oktober registrerede jesuit missionær De Smet Small Robes lejrens nederlag. Tidligere havde han omvendt flere af de voksne og døbt nogle af lejrens børn,:593  og han så nu sit arbejde blandt dem ødelagt.:524 
Før koppe-epidemien i 1837 havde Small Robes gruppen været en indflydelsesrig lejr med mange medlemmer;:13  i november 1845 bestod den af kun 35 tipier. Fem familier søgte siden sikkerhed i større lejre,:19  hvilket yderligere reducerede Small Robes gruppens størrelse og betydning blandt pieganerne.:22 
En mand ved navn Wolf Child erstattede tilsyneladende den dræbte Chetlesmalakax som høvding.:14 

## Small Robes gruppen tager hævn
Small Robes lejren skilte sig markant ud fra andre blackfoot grupper ved at pleje venskabelige forbindelser til flathead indianerne i Rocky Mountains bjergdale.:216 
Den 27. juli 1846 sluttede krigerne fra 12 Small Robes tipier sig til en gruppe flatheads og nez percés i en kamp med en opdaget crow lejr. Small Robes krigerne ønskede især at hævne nederlaget i Judith Gap.:21  Under den ni timer lange kamp mistede 14 crower livet, mens ni blev såret. Ingen Small Robes faldt.:577 